# 珍子内親王
珍子内親王（ちんしないしんのう）は、文徳天皇の皇女。母は更衣・紀静子（紀名虎の娘）。同母兄弟に惟喬親王、惟条親王、恬子内親王、述子内親王がいる。
元慶元年（877年）4月24日、無品のまま没した。